# Piper zacatense
Piper zacatense är en pepparväxtart som beskrevs av C. Dc.. Piper zacatense ingår i släktet Piper och familjen pepparväxter. Inga underarter finns listade i Catalogue of Life.